# Арнольд Паласіос
Арнольд Індалесіо Паласіос (англ. Arnold Palacios; 22 серпня 1955 — 23 липня 2025) — політик із Північних Маріан, дев'ятий губернатор Північних Маріанських островів (2023—2025). Раніше він обіймав посаду 12-го віце-губернатора Північних Маріанських островів з 2019 по 2023 рік. представляв Сайпан у сенаті Північних Маріанських островів. Колишній член Республіканської партії, він є губернатором Північних Маріанських островів, перемігши на виборах 2022 року.

## Політична кар'єра
Паласіос є колишнім спікером Палати представників Північних Маріанських островів. Він був приведений до присяги 14 січня 2008 року як спікер 16-го законодавчого органу Палати представників. Він представляв у Палаті виборчий округ 3, який охоплює частини Сайпана та Північних островів.
Паласіос був напарником чотириразового кандидата в губернатори Гайнца Гофшнайдера на виборах 2009 року. У разі обрання Паласіос став би лейтенант-губернатором Північних Маріанських островів у 2010 році. Натомість він був обраний у 2018 році разом із діючим губернатором Ральфом Торресом, який розпочав би свій термін у січні 2019 року.
Паласіос переміг як незалежний кандидат на посаду губернатора на виборах 2022 року, балотуючись з мером Сайпана Девідом Апатангом як своїм напарником.

## Особисте життя
Паласіос закінчив Портлендський державний університет. Був одружений з Веллі Саблан Паласіос, у них четверо дітей: Арнольд Джерард, Ніколь, Тіана та Ерік.